# Mob rules (House M. D.)
"Mob Rules" (titulado "Las reglas de la mafia" en Argentina y España y "El gánster" en otras áreas hispanohablantes) es el decimoquinto episodio de la primera temporada de la serie estadounidense House. Fue estrenado el 22 de marzo de 2005 en Estados Unidos y el 14 de marzo de 2006 en España.
Joey Arnello, un jefe mafioso, se desvanece mientras come cuando estaba retenido por el FBI para garantizar su testimonio en un juicio contra otros capos de la mafia. Al ingresar Joe en el hospital, se descubre que su hígado fallaba y se podía curar fácilmente. El hermano de Joe empieza a hacer chantaje a House para que cure a su hermano. Tras la decisión de Vogler de dar de alta al paciente, vuelve a entrar en coma en pocas horas y le diagnósticas hepatitis C. Su situación va agravándose; House y su equipo médico intentarán curar a Joey con extraños métodos. Vogler pone a prueba a House y le dice que tiene que despedir a alguien de su equipo médico.
- Datos: Q3185968